# آرون چپمن
آرون چپمن (انگلیسی: Aaron Chapman؛ زادهٔ ۲۹ مهٔ ۱۹۹۰) بازیکن فوتبال اهل بریتانیا است.
از باشگاه‌هایی که در آن بازی کرده‌است می‌توان به باشگاه فوتبال بریستول راورز، باشگاه فوتبال چسترفیلد، باشگاه فوتبال چستر، و باشگاه فوتبال آکرینگتون استنلی اشاره کرد.